# Carl Douglas
Pour l'avocat, voir Carl E. Douglas.
Carlton Douglas, dit Carl Douglas, est un chanteur jamaïcain, né le 10 mai 1942 à Kingston. Il est notamment connu comme interprète du tube disco Kung Fu Fighting (1974).

## Jeunesse
Carlton George Douglas est né le 10 mai 1942 à Kingston, en Jamaïque, sous le nom de Carlton George Douglas, de parents jamaïcains. Après le décès de sa grand-mère, sa famille a déménagé au Royaume-Uni. Il a passé son enfance en Angleterre à jouer au football et à exercer sa voix. Dans sa jeunesse, il développa une passion pour le jazz et la soul (citant Sam Cooke et Otis Redding comme ses plus grandes influences) et une voix de ténor expérimenté qu'il travailla à l'église en chantant diverses chansons religieuses.

## Carrière
La carrière de Carl Douglas était basée au Royaume-Uni. Son single Kung Fu Fighting s'est classé en 1974 au numéro 1 du classement des singles au Royaume-Uni et du Billboard Hot 100 aux États-Unis. Ce single s'est vendu à 11 millions d'exemplaires dans le monde entier, ce qui en fait l'un des singles les plus vendus de tous les temps. Le single fut ensuite certifié or par la RIAA le 27 novembre 1974. 
Ce single, qui est un hommage aux films d'arts martiaux, a éclipsé le reste de la carrière de Douglas et l'a amené à apparaître sur les versions de sa chanson reprise par d'autres artistes. Aux États-Unis, Douglas est considéré comme un « one-hit wonder singer » (chanteur d'un tube unique), puisqu'il n'est connu que pour Kung Fu Fighting, et que la suite, Dance the Kung Fu n'a pas fait son entrée dans le Top 40. Cependant, au Royaume-Uni, deux autres singles ont fait partie du Top 40 : Dance the Kung Fu, qui a culminé au numéro 35 dans les charts, et Run Back, qui a culminé au numéro 25.
Douglas était autrefois dirigé par Eric Woolfson, qui devint plus tard le principal auteur-compositeur du groupe Alan Parsons Project.
En 1998, un nouvel enregistrement de Kung Fu Fighting, interprété par le groupe dance britannique Bus Stop et mettant en vedette la voix de Carl Douglas, a culminé au numéro 8 du classement des singles britanniques.
Le single Dance The Kung Fu a été échantillonné sur le titre Cuda nie widy de l'album Nibylandia (2001) de Douglas, puis par DJ Premier sur son remix de 2007, à l'occasion du 25e anniversaire de la marque de chaussures de sport Nike Air Force One, intitulé Classic (Better Than I ever Been), avec Kanye West, Nas, KRS-One et Rakim.
Douglas est représenté par l'éditeur de musique Schacht Musikverlage (SMV) à Hambourg (Allemagne). 
En 2008, CeeLo Green a repris Kung Fu Fighting pour la bande originale du film d'animation Kung Fu Panda.

## Discographie
- Kung Fu Fighter (1974)
- Kung Fu Fighting and Other Great Love Songs (1974)
- Keep Pleasing Me (1978)
- Love Peace and Happiness (1979)
- The Best Of Carl Douglas: Kung Fu Fighting (1994)
- The Soul Of The Kung Fu Fighter (1998)
- Return Of The Fighter (2008)